# مقاطعة بيكهام (كنتاكي)
مقاطعة بيكهام (بالإنجليزية: Beckham County)‏ هي إحدى المقاطعات في ولاية كنتاكي في الولايات المتحدة الأمريكية. تم تأسيسها في اجتماع كنتاكي العام في 9 فبراير 1904.